# Шарль Алексіс Бруляр де Женліс
Шарль Алексіс Бруляр де Женліс, маркіз де Сіллері (фр. Charles Alexis Brûlart de Genlis, marquis de Sillery, нар. 20 січня 1737, Париж — пом. 31 жовтня 1793, Париж) — французький фельдмаршал (Maréchal de camp) і депутат Генеральних штатів 1789 року та Національного конвенту 1792.

## Біографія
Будучи обраним депутатом від дворянства до Генеральних штатів, він приєднався до 47-ми інших дворян, яке об'єдналися із третім станом.
Шарль Алексіс був переобраний депутатом Конвенту, від департаменту Сомма у 1792 році.
Одружився 8 листопада 1763 року із Фелісіте дю Крест де Сен-Обан (мадам де Женліс), гувернанткою майбутнього короля Франції Луї-Філіппа I.